# Karl Ströher
Karl Ströher (* 15. März 1890 in Rothenkirchen; † 26. November 1977 in Darmstadt) war ein deutscher Unternehmer, Kunstsammler und Kunstmäzen.

## Leben und Wirken
Ströher war mit seinem Bruder Georg Ströher Erbe des Darmstädter Wella-Konzerns. Sie waren Söhne des Firmengründers Franz Ströher (1854–1936). Im Februar 1937 kaufte das Unternehmen Grundstück und Immobilien einer ehemaligen Strickwaren-Firma in Apolda und gründete dort ein Zweigunternehmen, das Mitte 1938 seinen Betrieb aufnahm. Im Jahre 1940 wurden hier 450 Personen beschäftigt. Während des Zweiten Weltkrieges wurden dort Zwangsarbeiter aus verschiedenen von Deutschland besetzten Ländern verwendet, die im „Lager Ströher“ untergebracht waren. 1944 sah die Planung vor, dass die Firma weitere 20 „Behelfsheime in Massivbauweise“ errichten sollte, wovon allerdings nur sechs gebaut wurden. Karl Ströher war jedoch auch Freimaurer; so setzte er sich noch 1938 für die Aufhebung der Benachteiligung seiner Logenbrüder ein, da er eine Vereinbarkeit von Nationalsozialismus und Freimaurerei sah.
Nach der Beseitigung der NS-Herrschaft wurde der zuvor aus der SBZ geflüchtete Ströher von einem Zwickauer Gericht in Abwesenheit angeklagt und als Belasteter zu zehn Monaten Haft verurteilt. Die Ströher-Brüder hatten die NSDAP mit Spenden in Höhe von 102.000 Reichsmark unterstützt. 1948 wurde das Ströhersche Vermögen in der SBZ beschlagnahmt und die Firma in Volkseigentum überführt.
Nach 1945 bauten die nach dem Westen gegangenen Eigentümer die Produktion der Pflegemittel zuerst in Hünfeld, ab 1950 als Wella AG in Darmstadt auf. Ende der 1960er-Jahre begann Karl Ströher – beraten durch die Kunsthändler Franz Dahlem und Heiner Friedrich – im großen Stil moderne Kunst zu sammeln. 1967 kaufte er, beraten durch Dahlem, eine komplette Ausstellung der Werke von Joseph Beuys, die unter dem Titel „Parallelprozeß l“ im Städtischen Museum in Mönchengladbach im gleichen Jahr stattgefunden hatte. 1969 sicherte sich Ströher das Vorkaufsrecht für weitere Arbeiten von Beuys unter der Zusicherung, die erworbenen Werke öffentlich auszustellen. Entsprechende Dokumente befinden sich im Ströher Archiv des Museums für Moderne Kunst. Das Beuys-Konvolut, eines der größten weltweit, befindet sich heute unter dem Titel „Block Beuys“ im Hessischen Landesmuseum Darmstadt.
1967 kaufte Ströher auf Vermittlung Dahlems in New York den umfangreichen Nachlass des Kunstsammlers Leon Kraushar. Der Kaufvertrag umfasste 188 Werke, von denen Ströher einen Teil in Deutschland weiterverkaufte, um seinen Millionencoup zu finanzieren. Ursprünglich sollte Darmstadt die Kollektion erhalten, wenn die Stadt im Gegenzug ein Kunstmuseum bauen würde, was durch lokale Querelen verhindert wurde. 1981 konnte Peter Iden, Gründungsdirektor des Frankfurter Museums für Moderne Kunst (1978–1987) insgesamt 87 Werke aus der Sammlung Ströher für die Stadt Frankfurt erwerben. Die Verhandlungen für die beiden Haupterben Karl Ströhers, Erika Pohl-Ströher und Ursula Ströher, führten Gerhard Pohl und Gustav Rogler mit Iden. Mit dem Verkauf des Konvolutes an das Frankfurter Museum übergaben die Erben das Bild Yellow and Green Brushstrokes von Roy Lichtenstein als Geschenk nach Frankfurt. Die 87 Werke bildeten den substanziellen Grundstock der Sammlung des bis 1991 im Aufbau befindlichen Museums für Moderne Kunst in Frankfurt am Main. Darunter befinden sich Werkgruppen der Pop Art und der Minimal Art, so etwa Skulpturen von Carl Andre, Walter De Maria, John Chamberlain, Robert Morris, Claes Oldenburg, George Segal und Donald Judd; eine Neoninstallation von Dan Flavin; Gemälde von Jasper Johns, Roy Lichtenstein, James Rosenquist, Frank Stella sowie Bilder und Objekte von Andy Warhol und Assemblagen von Robert Rauschenberg. Ebenso gehören dazu Werke von Francis Bacon, Stoffbilder von Blinky Palermo sowie frühe Bilder von Gerhard Richter, Robert Ryman und Cy Twombly. Dadurch besitzt das MMK Frankfurt – nach dem Museum Ludwig in Köln – die größte Sammlung von Pop-Art und Minimal Art in Deutschland.
1966 und 1970 wurde Karl Ströher in den Vorstand der „Freunde und Förderer des Hessischen Landesmuseums in Darmstadt“ gewählt. Die Familie Ströher ist auch heute noch als Sammler zeitgenössischer Kunst aktiv. Die beiden Töchter von Karl Ströher sind Erika Pohl-Ströher und Ursula Ströher, eine Enkelin war die Psychologin und Mäzenin Ulrike Crespo. Ihr Bruder ist der Solarunternehmer Immo Ströher. Seine Großnichte Sylvia und ihr Mann Ulrich Ströher förderten die Sammlung und den Museumsbau Museums Küppersmühle in Duisburg.
1950 begründete Karl Ströher einen „Ströher-Preis“ für Malerei, der anfangs mit DM 1000 dotiert war. Zu den Preisträgern gehörten Ernst Wilhelm Nay, Fritz Winter, Eberhard Schlotter und Heinz Trökes. Seit 1986 vergibt die Karl-Ströher-Stiftung, gegründet von Erika Pohl-Ströher und Ursula Ströher, in Erinnerung an ihren Vater, den Darmstädter Sammler und Mäzen, den Karl-Ströher-Preis. Dieser ist mit dem Museum für Moderne Kunst in Frankfurt dauerhaft verbunden und soll, nach dem Willen der Stifter, alle zwei Jahre an einen Künstler oder eine Künstlerin der zeitgenössischen Kunst vergeben werden, deren Œuvre bereits eine substanzielle, nachhaltige Entwicklung vorzuweisen hat.